# بلتيرسكيه
بلتيرسكيه (بالروسية: Бельтирское) هي مدينة في جمهورية خقاسيا في روسيا.
يبلغ عدد سكانها حوالي 5092 نسمة.